# 나루토역 (지바현)
나루토역(일본어: 成東駅)은 일본 지바현 산무시에 있는 동일본 여객철도의 철도역이다.

## 타는 곳
역사 쪽에는 단식 승강장 1면 1선이 있으며, 그 옆으로 섬식 승강장 2면 2선이 있고, 단식 승강장의 승강장 형태로 인해 2면 4선의 역할이 이루어지기도 하는 복합식 승강장을 취하고 있으며, 지상역이다. 승강장의 번호는 단식 승강장 측의 0번선을 포함하여 역사 측에서부터 1번, 2번, 3번 순으로 정해져 있다. 초록 창구, 지정석 발매기, 자동 개찰기가 설치되어 있으며, 개찰구 옆에 대합실이 있다. 2008년 3월 역사의 일부 보수에 따라 대합실을 리뉴얼하여, 자동문이 설치되었다. 키요스크(KIOSK)도 있었으나, 편의점으로 변경되었다.

### 승강장
| 0     | ■ 도가네 선 |          | 도가네・오아미・소가・지바・도쿄 방면 |                        |
| 1 · 2 | ■ 소부 본선 | (하행선) | 요카이치바・아사히・조시 방면         |                        |
| 1 · 2 | ■ 소부 본선 | (상행선) | 사쿠라・후나바시・지바・도쿄 방면     |                        |
| 3     | ■ 소부 본선 | (하행선) | 요카이치바・아사히・조시 방면         | （하루 한 편만 운행)   |
| 3     | ■ 소부 본선 | (상행선) | 사쿠라・지바 방면                     | (나루토 시종착 차량만) |
| 3     | ■ 도가네 선 |          | 도가네・오아미・도쿄 방면             | （하루 두 편만 운행）  |

## 역세권 정보
- 산무 시청
- 산무 경찰서
- 국도 제126호선

## 역사
- 1897년 5월 1일 - 소부 철도의 역으로서 개업하였다.
- 1907년 9월 1일 - 국유화에 따라 일본국유철도의 소속이 되었다.
- 1911년 11월 1일 - 도가네 선의 개통으로 환승역이 되었다.
- 1987년 4월 1일 - 민영화에 따라 동일본 여객철도의 소속이 되었다.
- 2001년 11월 18일 - 스이카의 사용이 가능해졌다.
- 2008년 3월 - 역사를 개축하였다.

## 인접역
| 동일본 여객철도 ■ 소부 본선 | 동일본 여객철도 ■ 소부 본선 | 동일본 여객철도 ■ 소부 본선 |
| --------------------------- | --------------------------- | --------------------------- |
| 휴가 지바 방면              | 보통                        | 마쓰오 조시 방면            |
| 동일본 여객철도 ■ 도가네 선 |                             |                             |
| 구묘 오아미 방면            |                             | 시·종착역                   |